# La Champagne
Pour les articles homonymes, voir Champagne.
La Champagne est un paquebot de la Compagnie générale transatlantique ; lancé en 1886, il est en service jusqu'à son échouement en 1915.

## Histoire
La Champagne est le premier paquebot d'une série de quatre sister-ships, tous entrés en service en 1886. Les trois autres étant La Bretagne, La Bourgogne et La Gascogne. Il est mis en service en mai 1886 sur la ligne Le Havre—New York.
Le 7 mai 1887, il entre en collision et coule le paquebot Ville de Rio de Janeiro des Chargeurs réunis, au large de Barfleur puis s’échoue sur un banc de sable, sans faire de victimes. Renfloué, le paquebot est conduit à Saint-Nazaire pour être réparé.
En 1896, il est équipé de chaudières neuves et d’une machine à quadruple expansion. Ses cheminées sont rehaussées et deux mâts sont supprimés. En février (?) 1898, à la suite d'une avarie de machine, il dérive pendant cinq jours dans l'Atlantique Nord avant d'être pris en remorque par un autre navire.
En 1905, il subit de nouvelles transformations puis est transféré sur la ligne du Mexique.
En 1912, il entre en collision à Lisbonne avec le Desna de la Royal Mail Line. Les dégâts sont peu importants. En 1915, il est affrété par la Compagnie Sud-Atlantique. Le 28 mai 1915, en pleine tempête, il s’échoue à l’entrée du port de Saint-Nazaire et se brise en deux. Irréparable, il est vendu à la démolition.